# Síndrome de Nelson
El síndrome de Nelson es una enfermedad endocrina que consiste en la aparición de un tumor productor de ACTH en la hipófisis tras practicar una adrenectomía bilateral.

## Etiología
Al extirpar las glándulas suprarrenales (a causa de un síndrome de Cushing u otras causas) se crea una importante depleción de cortisol en sangre, por lo que se elimina el mecanismo que inhibe las células productoras de ACTH de la hipófisis, que a su vez proliferan y crecen, llegando a formar un verdadero tumor productor de ACTH. Aunque son tumores benignos, su crecimiento es rápido y pueden alcanzar un gran tamaño.

## Clínica
La gran hipersecreción de ACTH puede ocasionar intensa hiperpigmentación cutánea y mucosa. La clínica por compresión puede incluir cefalea, defectos campimétricos y, en ocasiones afectación, de pares craneales (en especial el II, III, IV y VI).

## Tratamiento
La primera opción terapéutica es la cirugía seguida de radioterapia. Si no es efectiva puede ofrecerse tratamiento médico paliativo con distintos fármacos.